# Майерлинг
Майерлинг — деревня в Венском лесу, относящаяся к муниципальному району Алланд округа Баден, Нижняя Австрия, расположенная в 24 километрах от Вены. Майерлинг стал печально известен после двойного самоубийства австро-венгерского кронпринца Рудольфа и его любовницы баронессы Марии фон Вечера.
Первое упоминание о Майерлинге относится к 1136 году. Предполагается, что оно было основано монахами аббатства Хайлигенкройц. Сейчас в деревне около 50 домов, население насчитывает 265 человек (по данным 2022 года). Помимо самой деревни в состав Майерлинга входят замок, отель Мариенхоф и другие помещения, принадлежащие монастырю.
Основной достопримечательностью местечка является замок Майерлинг. Он был заложен в 1550 году и также принадлежал монастырю Хайлигенкройц. В 1886 году кронпринц Рудольф приобретает замок в Майерлинге и превращает его в свой личный охотничий домик.
30 января 1889 года в этом замке Рудольф и Мария Вечера найдены застреленными. Обстоятельства трагического происшествия тщательно скрывали от австрийского народа. После случившегося австрийский император Франц-Иосиф приказывает построить церковь в Майерлинге. Она возведена непосредственно на том месте, где находилась спальня кронпринца, а её алтарь — на месте кровати, на которой застрелились Рудольф и Мария Вечера. Церковь была отдана на попечение монахинь-кармелиток францисканского монашеского ордена. Сейчас в состав мемориального комплекса Майерлинг помимо церкви входят больница, музей и другие помещения, принадлежащие монахиням. В музее постоянно действует экспозиция, посвященная кронпринцу и его последнему дню в частности. Одним из экспонатов музея является оригинальный саркофаг Марии фон Вечеры. Чтобы скрыть позорное для династии Габсбургов событие, в своё время тело Марии Вечеры вынесли из замка Майерлинга тайно и захоронили на кладбище аббатства Хайлигенкройц. Теперь за могилой Марии также ухаживают кармелитки.